# Штамм
Штамм (от нем. Stamm, дословно — «ствол; род») — чистая культура бактерий, грибов, и иных микроорганизмов, а также вирусов и прионов,  выделенная из определённого источника и идентифицированная по тестам современной классификации. Поскольку многие микроорганизмы размножаются бинарным делением (простое деление клетки, свойственное бактериям) или митозом (эукариотические микроорганизмы, такие, как грибы, водоросли), без участия полового процесса, по существу, виды у таких микроорганизмов состоят из клональных линий, генетически и морфологически идентичных исходной клетке. Штамм не является таксономической категорией, один и тот же штамм не может быть выделен второй раз из того же источника в другое время.
Отнесение микроорганизма к определённому виду происходит на основе достаточно широких признаков, например, по чувствительности к антибиотикам, способности к образованию токсинов, ферментов, способности расти на определённых питательных средах и др. Внутри вида существуют вариации относительно размера и формы колоний микроорганизма, уровню продукции ферментов, наличию плазмид, вирулентности и т. п.
В мире не существует общепризнанной номенклатуры названия штаммов, и используемые названия достаточно произвольны. Как правило, они состоят из отдельных букв и цифр, которые записываются после видового названия. Например, один из самых известных штаммов кишечной палочки — E. coli K-12.

## Штаммы в вирусологии
В сообществе вирусологов отсутствует общепринятое определение терминов «штамм», «вариант» и «изолят». По одному из определений, «штаммы — вирусы, относящиеся к одному виду и отличающиеся стабильными и наследуемыми биологическими, серологическими и/или молекулярными характеристиками». Под штаммами также могут пониматься проба живого инфекционного агента, взятая у одного пациента. Генотип вируса определяется границами генетического различия ветви штаммов (5-10%). 